# Perkebunan Sei Musam
Perkebunan Sei Musam is een bestuurslaag in het regentschap Langkat van de provincie Noord-Sumatra, Indonesië. Perkebunan Sei Musam telt 736 inwoners (volkstelling 2010).